# Championnat du Pérou de football 1949
Navigation
Saison précédente Saison suivante
La saison 1949 du Championnat du Pérou de football est la vingt-et-unième édition du championnat de première division au Pérou. Les huit clubs participants sont regroupés au sein d'une poule unique où ils s'affrontent trois fois au cours de la saison. À la fin de la compétition, afin de faire passer le championnat à dix clubs, il n'y a pas de relégation et les deux meilleurs clubs de Segunda División sont promus.
C'est le club de l'Universitario de Deportes qui remporte la compétition après avoir terminé en tête du classement final du championnat, avec cinq points d'avance sur le Sucre FC. C'est le 7e titre de champion du Pérou de l'histoire du club.

## Les clubs participants
| - Alianza Lima - Sport Boys - Sucre FC - Universitario de Deportes | - Atlético Chalaco - Club Centro Deportivo Municipal - Sporting Tabaco - Centro Iqueño - Promu de Segunda Division |

## Compétition
Le barème utilisé pour établir le classement est le suivant :
- Victoire : 2 points
- Match nul : 1 point
- Défaite, forfait ou abandon : 0 point

### Classement
| Rang | Équipe                          | Pts | J  | G  | N  | P  | Bp | Bc | Diff |
| ---- | ------------------------------- | --- | -- | -- | -- | -- | -- | -- | ---- |
| 1    | Universitario de Deportes       | 29  | 21 | 12 | 5  | 4  | 48 | 29 | +19  |
| 2    | Sucre FC                        | 24  | 21 | 10 | 4  | 7  | 47 | 43 | +4   |
| 3    | Sporting Tabaco                 | 22  | 21 | 6  | 10 | 5  | 36 | 29 | +7   |
| 4    | Alianza Lima (T)                | 22  | 21 | 9  | 4  | 8  | 46 | 42 | +4   |
| 5    | Sport Boys                      | 22  | 21 | 9  | 4  | 8  | 45 | 41 | +4   |
| 6    | Club Centro Deportivo Municipal | 22  | 21 | 9  | 4  | 8  | 49 | 48 | +1   |
| 7    | Atletico Chalaco                | 15  | 21 | 5  | 5  | 11 | 31 | 43 | -12  |
| 8    | Centro Iqueño (P)               | 12  | 21 | 3  | 6  | 12 | 27 | 54 | -27  |

|  | Champion du Pérou 1949                                |
|  | (T) : Tenant du titre (P) : Promu de Segunda División |

## Bilan de la saison
| Championnat du Pérou de football 1949 |                                      |
| Champion                              | Universitario de Deportes (7e titre) |
| Promotions et relégations             |                                      |
| Promus en Primera División            | Ciclista Lima                        |
| Promus en Primera División            | Jorge Chávez Callao                  |
| Relégués en Segunda División          | Aucun (passage de 8 à 10 clubs)      |